# Eschweilera albiflora
Eschweilera albiflora är en tvåhjärtbladig växtart som beskrevs av John Miers. Eschweilera albiflora ingår i släktet Eschweilera och familjen Lecythidaceae. Inga underarter finns listade i Catalogue of Life.